# Serguei Lobastov
Serguei Lobastov   (Ufà, 5 d'abril de 1926 - Moscou, 1999) fou un atleta rus, especialista en marxa atlètica, que va competir sota bandera de la Unió Soviètica durant les dècades de 1940 i 1950.
El 1952 va prendre part en els Jocs Olímpics d'Estiu de Hèlsinki, on fou cinquè en la cursa dels 50 quilòmetres marxa de programa d'atletisme.
En el seu palmarès destaca una medalla de bronze en els 10 quilòmetres marxa del Campionat d'Europa d'atletisme de 1954, rere Josef Doležal i Anatoliy Yegorov, i el campionat soviètic dels 50 quilòmetres marxa de 1950 i 1951. El 1958 va establir el rècord del món de les 30 milles i els 50 quilòmetres marxa.
Un cop retirat exercí d'entrenador.

## Millors marques
- 50 quilòmetres marxa. 4h 16' 08.6" (1958)[2][5]